# Maximilian Werner
Pour les articles homonymes, voir Werner.
Maximilian Werner né le 16 août 1997, est un joueur allemand de hockey sur gazon. Il évolue au poste de défenseur au Hamburger Polo Club et avec l'équipe nationale allemande.

## Carrière
Il a débuté en équipe première le 14 avril 2022 contre l'Inde à Bhubaneswar lors de la Ligue professionnelle 2021-2022.

## Palmarès
- : 3e à la Coupe du monde U21 en 2016
- : 3e à l'Euro U21 en 2017